# Michaël Ferrier
Michaël Ferrier (Estrasburgo, 14 de agosto de 1967) es un escritor y ensayista francés. Autor de Tokyo, petits portraits de l'aube, vive en Tokio, donde enseña literatura.

## Biografía
De familia de orígenes multiétnicos, Ferrier nació en Alsacia, aunque pasó su niñez en África y en el océano Índico. Antiguo alumno de la Escuela normal superior de Fontenay-aux-Roses, es graduado y doctor por la Universidad de París IV París Sorbonne. Enseña en la Universidad Chuo de Tokio (Japón), donde dirige el grupo de investigación « Figuras del extranjero », sobre las representaciones de la alteridad en las sociedades contemporáneas.
Colabora regularmente en revistas como Art Press, L'Infini o La Nouvelle Revue Française, pero es conocido sobre todo por sus novelas y sus ensayos, en especial por su acercamiento al desastre de Fukushima, de cuya explosión fue testigo directo.

### Universo literario
La obra de Michaël Ferrier es a la vez la de un ensayista y la de un novelista : se ubica en la frontera de varios universos culturales (francés, japonés, criollo) y de varias disciplinas (literatura, música, filosofía, crítica de arte). Ha publicado títulos como  Kizu (la Lézarde), Tokyo, petits portraits de l'aube (premio literario Asia 2005), Sympathie pour le Fantôme (premio Porte Dorée 2011), Mémoires d'Outre-mer (premio Franz-Hessel 2015 y premio del Salón del libro Athéna - Ville de Saint-Pierre). La escritura de Michaël Ferrier está marcada por el tema de los encuentros interculturales, así como por una reflexión sobre la memoria, la violencia y el tiempo, como lo ilustra el libro Fukushima, relato de un desastre (Gallimard, 2012), que constituye una reflexión sobre las sociedades basadas en la energía nuclear.
Desde 2012, apoya Bibliotecas sin fronteras, una joven ONG que pretende facilitar el acceso al saber en los países en desarrollo.
Michaël Ferrier recibió en 2012 el premio Édouard-Glissant por el conjunto de su obra. En 2017, la universidad de Edimburgo le dedicó un coloquio internacional...

## Obras

### Novelas y relatos
- Kizu (La lézarde), Arléa, 2004 ; réédition sous le titre Kizu : à travers les fissures de la ville, Arléa, coll. « Arléa-poche » no 196 2013 ISBN 978-2-36308-034-9
- Tokyo, petits portraits de l’aube, Gallimard, 2004 ; réédition, Arléa, coll. « Arléa-poche » no 157 2010 ISBN 978-2-86959-891-1 - Prix littéraire de l'Asie
- Sympathie pour le Fantôme, Gallimard, coll. « L'Infini », 2010 ISBN 978-2-07-013004-7 - prix littéraire de la Porte Dorée
- Fukushima, récit d'un désastre, Gallimard, 2012 ISBN 978-2-07-013735-0
- Mémoires d’outre-mer, Gallimard, 2015 ISBN 978-2-07-010677-6 - prix Franz-Hessel
- François, portrait d'un absent, Gallimard, 2018 ISBN 978-2-07-280142-6 - prix Décembre
- Scrabble, Mercure de France, 2019 ISBN 978-2-71-525316-2

### Ensayo
- La Tentation de la France, la Tentation du Japon : regards croisés, dir., éd. Picquier, 2003 ISBN 2-87730-663-1
- Céline et la chanson : de quelques oreilles que la poétique célinienne prête aux formes chantées, éd. du Lérot, 2004
- Japon, la Barrière des Rencontres, éd. Cécile Defaut, 2009 ISBN 9782350180748
- Maurice Pinguet, le texte Japon, introuvables et inédits, dir., éd. du Seuil, 2009 ISBN 978-2020993456
- Penser avec Fukushima (sous la direction de C. Doumet et M. Ferrier), Nantes, éditions nouvelles Cécile Defaut, 2016 ISBN 9782350183800
- Naufrage, sur la pandémie de Covid-19, coll. « Tracts », Gallimard, 2020
- Dans l'oeil du désastre : créer avec Fukushima, sous la direction de Michaël Ferrier, éd. Thierry Marchaisse, 2021 ISBN 978-2-36280-254-6
- Notre ami l'atome, écrits cinématographiques, en collaboration avec Kenichi Watanabe, Gallimard, 2021.

### Textos sobre Fukushima
- « Fukushima : la cicatrice impossible » (sur la reconstruction du paysage après Fukushima), Cahiers de l'Ecole de Blois, no 11, Les cicatrices du paysage, Ed. de la Villette, juin 2013, p. 72-79.
- « Fukushima ou la traversée du temps : une catastrophe sans fin », Esprit, no 405, Apocalypse, l'avenir impensable, juin 2014, p. 33-45.
- « Avec Fukushima », L'Infini, no 130, Gallimard, 2015, p. 64-79.
- « De la catastrophe considérée comme un des Beaux-Arts », Communications, no 96, Vivre la catastrophe, Le Seuil, 2015, p. 119-152.
- « Visualiser l'impossible : l'art de Fukushima », Art Press, no 423, juin 2015, p. 62-66.

### Otras publicaciones
- Le Goût de Tokyo, anthologie commentée de textes sur Tokyo, Mercure de France, 2008 ISBN 2-7152-2811-2.

### Películas
- Le Monde après Fukushima, réal. Kenichi Watanabe, commentaire écrit par Michaël Ferrier, coproduction Arte France/Kami Productions  (France, 2012, 77 min) - prix « Lucien Kimitété » du festival international du film insulaire de Groix 2013.
- Terres nucléaires, une histoire du plutonium, réal. Kenichi Watanabe, commentaire écrit par Michaël Ferrier, coproduction Arte France/Seconde Vague Productions/Kami Productions (France, 2015, 83 min).
- Notre ami l'atome, réal. Kenichi Watanabe, commentaire écrit par Michaël Ferrier, coproduction Arte France/Radio Télévision Suisse/Kami Productions (France, 2019, 55 min).

## Premios y distinciones
- Tokio, pequeños retratos del amanecer, premio literario de Asia, 2005
- Simpatía para el Fantasma, premio literario de la Puerta Dorada 2010
- Embajador interculturel del UNESCO desde el 3 de diciembre de 2012 (Club Sorbona)
- Premio Édouard-que Resbala 2012
- Premio Franz-Hessel 2015
- Premio literario Athéna (La Reunión) 2017
- Premio Residencia de autor de la Fundación de las Treilles 2017
- #Premio Diciembre 2018[8]